# Jens Bjørneboe
Jens Ingvald Bjørneboe (9. oktober 1920 i Kristiansand – 9. maj 1976 på Veierland i Nøtterøy) var en norsk forfatter, der med sin store produktion og polemiske tilgang også opnåede en stor læserkreds udenfor Norge. Størstedelen af hans værker er oversat til dansk og mange også til engelsk og tysk.
Bjørneboe blev i 1960'erne venstreradikal og anarkist. Han var en overgang lærer ved en Rudolf Steiner-skole.
Han skrev både romaner, skuespil, essays, artikler og lyrik. Fælles for hans værker var hans stærke samfundskritik, der primært var rettet mod institutioner som undervisningssystemet, kriminalforsorgen og retsvæsenet.

## Ekstern henvisning
- Jens Bjørneboe på Internet Movie Database (engelsk)
- Jens Bjørneboe på The Movie Database (engelsk)
- Jens Bjørneboe på Encyclopædia Britannica Online (engelsk)
- Digtet Likskjorten læst af Jens Bjørneboe